# Muraena melanotis
Muraena melanotis (лат.) — вид лучепёрых рыб из семейства муреновых. Морские придонные рыбы. Распространены в Атлантическом океане. Максимальная длина тела 100 см.

## Описание
Тело удлинённое, мускулистое, умеренно сжатое с боков, без чешуи. Голова с несколько приподнятой затылочной областью. Трубчатая задняя ноздря расположена над передним краем глаза, примерно в два раза длиннее передней ноздри. Челюсти не изогнуты дугой, смыкаются полностью или с небольшим зазором; при закрытом рте зубы не видны. Края зубов на обеих челюстях без зазубрин. У особей менее 50 см зубы на верхней челюсти расположены в два ряда, а передние зубы на нижней — в один ряд. У крупных особей зубы на обеих челюстях в основном однорядные. Спинной и анальный плавники слиты с хвостовым и покрыты толстой кожей. Спинной плавник начинается на голове перед начальными порами боковой линии. Анальный плавник начинается сразу за анальным отверстием. Грудные и брюшные плавники отсутствуют. Позвонков 121—127.
Тело и голова тёмно-коричневато-черного цвета с бледными круглыми пятнами размером с глаз или больше. Пятна обычно расположены очень близко друг к другу, создавая вид пчелиных сот. Брюхо бледное, с небольшим количеством или отсутствием пятен или отметин. Задняя ноздря белая. Жаберные отверстия окружены большим чёрным пятном.
Максимальная длина тела 100 см, обычно до 50 см.

## Ареал и места обитания
Распространены в Атлантическом океане. Восточная Атлантика: от Мавритании до Намибии, включая острова Макронезии и залива Биафра. В западной Атлантике обнаружены у островов Сан-Паулу. Обитают на скалистом мелководье на глубине от 0 до 60 м. Питаются преимущественно ракообразными.